# Sentits dels gats

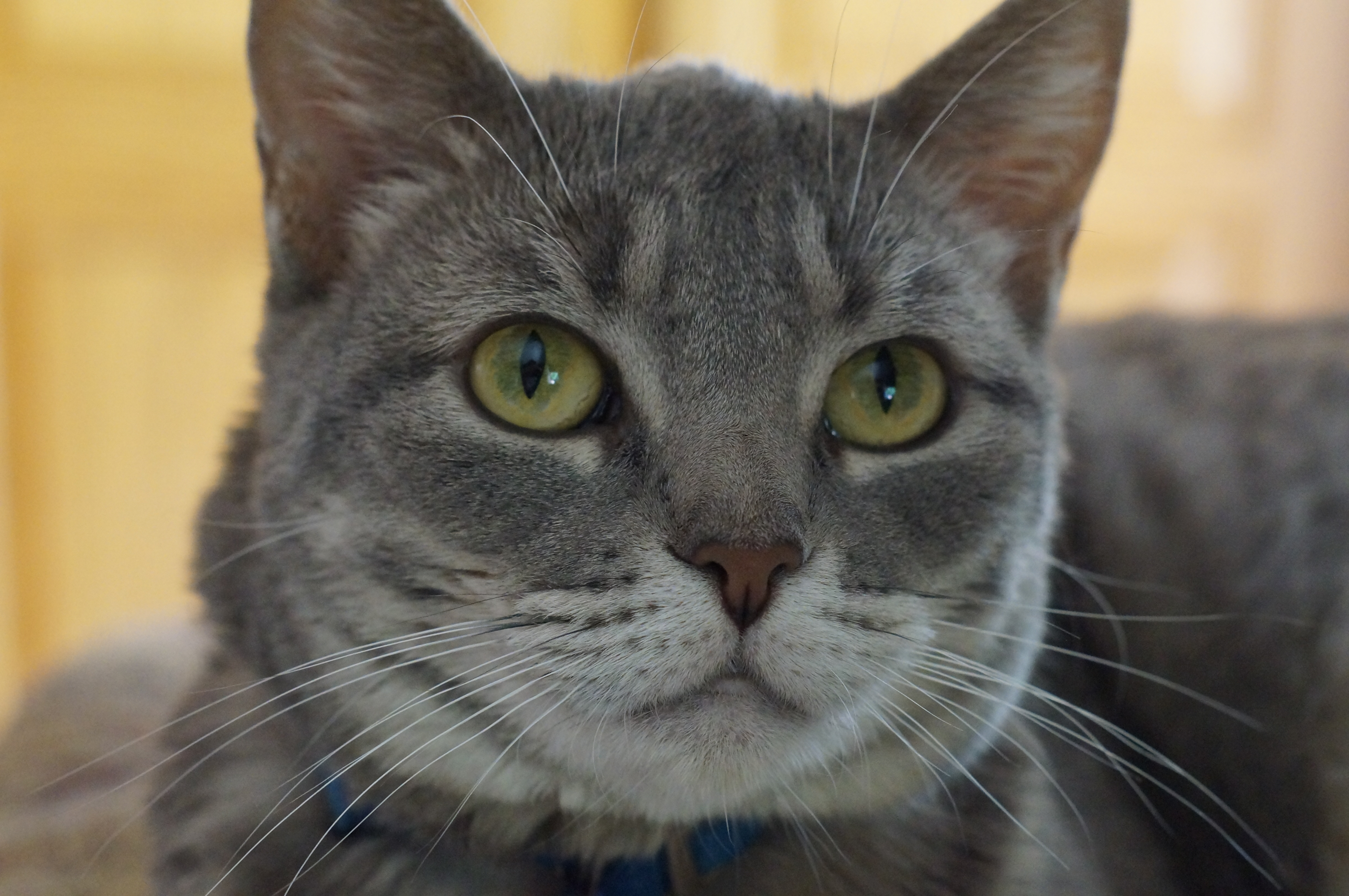
Les orelles, les vibrisses i els ulls grossos dels gats són una adaptació a la caça en la foscor.

Els sentits dels gats són els sentits mitjançant els quals els gats perceben el medi que els envolta i hi interaccionen. Inclouen la vista, l'oïda, el tacte, el gust i l'olfacte i tenen un paper important en el comportament dels gats com a animals depredadors i socials, així com en el seu benestar.
Els gats tenen la visió molt aguda i poden veure-hi amb poca llum. Tenen un camp visual més ampli que els éssers humans i hi veuen en color, tot i que la seva percepció del color és inferior a la de les persones. Així mateix, estan dotats d'una tercera parpella, la membrana nictitant, que els protegeix els ulls i els manté humits.
L'oïda dels gats és excel·lent i els permet sentir sons que estan fora del camp d'audibilitat dels humans. Les seves orelles són molt sensibles i es poden moure de manera independent per detectar l'origen d'un so amb gran precisió. Els gats també fan servir l'oïda per comunicar-se entre si amb vocalitzacions com ara els miols, el ronc i els esbufecs.
El sentit del tacte està ben desenvolupat i els serveix per percebre una àmplia gamma de textures, temperatures i sensacions a través de les vibrisses, les potes i la pell. Les vibrisses són especialment sensibles i fan que el gat pugui orientar-se, caçar i comunicar-se amb més facilitat.
El gust els permet distingir sabors i textures. Prefereixen la carn. Les seves papil·les gustatives reconeixen els sabors dolços i amargs.
Finalment, tenen un excel·lent sentit de l'olfacte, que els serveix per comunicar-se, caçar i orientar-se. Disposen de fins a 200 milions de receptors olfactius al nas, unes quatre vegades la quantitat que tenen els éssers humans.